# Case all'Estaque
Case all'Estaque (Maisons à l'Estaque) è un dipinto a olio su tela di Georges Braque, realizzato nel 1908 e conservato al Kunstmuseum di Berna.

## Descrizione
Si tratta di uno dei primi dipinti nei quali l'artista inizia la propria ricerca cubista. L'opera è stata realizzata a L'Estaque, sul Golfo di Marsiglia, un luogo d'ispirazione che gli fu sempre caro, come lo era stato già anche per Cézanne. Il quadro rappresenta un gruppo di case fra gli alberi. Il soggetto prende spunto dalla pittura di Cézanne: l'artista non rappresenta le case per come apparivano ai suoi occhi, ma per come apparivano alla sua memoria, ovverosia come volumi squadrati e tozzi. La mancanza di una prospettiva unificatrice dello spazio e l'assenza di ombre coerenti costringono gli occhi degli osservatori a muoversi alla ricerca di un solo punto di vista da cui guardare la scena. Tuttavia tale punto non esiste, dal momento che ogni casa è vista secondo una propria prospettiva, annullando il senso della profondità e delle proporzioni, cosicché tutte appaiono affollarsi simultaneamente in primo piano. I volumi si accavallano uno sull'altro in modo confuso e sono messi in risalto dalla diversa luminosità delle varie facce che li compongono, senza lasciare spazi vuoti. Gli alberi con i volumi semplificati fino quasi all'astrazione, non concorrono a determinare la percezione della profondità ma, al contrario, contribuiscono a conferire la sensazione complessiva di massa unitaria. Questa sensazione è ulteriormente accentuata dall'uso di solamente due colori: il verde grigiastro delle piante e l'ocra bruciato delle case.

## Analisi
Il paesaggio e le case sono essenziali e privi di dettagli, dei solidi volumi geometrici che suggeriscono forme plastiche definite dal disegno, dalla pennellata ad ampi tratteggi diagonali e dai colori ridotti ai toni grigi, ocra e verdi. La molteplicità dei punti di vista e il ribaltamento prospettico attraverso il passaggio di piani colorati che scivolano l'uno nell'altro creano una condensazione plastica che sostituisce la visione fisica, cosicché il quadro diventa una creazione parallela alla natura.